# Edward Etzel
Pour les articles homonymes, voir Etzel.
Edward Frederick Etzel, né le 6 septembre 1952 à New Haven, est un tireur sportif américain.

## Biographie
Aux Jeux olympiques d'été de 1984 à Los Angeles, Edward Etzel est sacré champion olympique de l'épreuve du 50 m rifle couché (60 coups) hommes. 
Lors de ces Jeux, il dispute la même épreuve mais en trois positions et se classe quinzième.
Il est alors capitaine à l'US Army. Il devient par la suite psychologue.